# Emil zu Erbach-Schönberg
Emil Christian Graf zu Erbach-Schönberg (* 2. Dezember 1789 in Zwingenberg; † 26. Mai 1828 in Schönberg bei Bensheim) war ein deutscher Offizier und Standesherr aus dem Hause Erbach.

## Familie
Emil Graf zu Erbach-Schönberg war der Sohn von Gustav Ernst zu Erbach-Schönberg (1739–1812) und dessen Ehefrau Henriette geborene Gräfin zu Stolberg-Stolberg (1753–1816), der Tochter des Christoph Ludwig II. Graf von Stolberg-Stolberg. Emil heiratete am 19. Dezember 1824 in erster Ehe Marie Gräfin zu Erbach-Schönberg (* 1787; † 19. August 1825), die Tochter von Karl Graf zu Erbach-Schönberg (dem Onkel von Emil) und der Maria Johanna Nepomucena Josepha Viktoria Anna Zadubsky von Schönthal.
Nach dem Tod seiner ersten Frau heiratete er am 31. März 1828 in zweiter Ehe Johanna (Jenny) Prinzessin zu Hohenlohe-Langenburg (* 8. November 1800; † 12. Juli 1877).

## Leben
Emil Graf zu Erbach-Schönberg erhielt zunächst Hausunterricht und war 1805–1808 zur weiteren Ausbildung in Gedern und Wernigerode bei seinen Stolbergischen Verwandten. Er schlug dann die Militärlaufbahn ein und wurde 1809 Lieutenant bei seinem Onkel, Karl Graf zu Erbach-Schönberg, Reichs-Generalfeldmarschall-Lieutenant und k.k. General-Feldzeugmeister in Eger.
1812 kehrte er nach dem Tod des Vaters ins Elternhaus zurück. Im gleichen Jahr wurde er Kaiserlich Österreichischer Kämmerer. 1813 diente er als Kapitän-Lieutenant im k.k. Regiment Hessen-Homburg. Er kämpfte im Oktober 1813 in der Völkerschlacht bei Leipzig. In dieser Schlacht starb sein Bruder Gustav durch eine Kanonenkugel und Emil wurde am 18. Oktober durch einen Schuss in die Brust verwundet.
1814 war er in Paris, 1815 mit dem Regiment in Italien. Er nahm am Feldzug gegen Neapel teil und lebte in Garnisonen in Mailand, Mantua, Como und 1819 in Ragusa. Aufgrund der Verwundung und des Klimas bereits schwer erkrankt, schied er 1823 als k.k. Major aus der Armee aus.
Nach dem Tod seines Bruders Maximilian Graf zu Erbach-Schönberg erbte er 1823 die hoch verschuldete Standesherrschaft. Als Standesherr hatte er eine Reihe von Vorrechten. Unter anderem war er für die Rechtsprechung in erster und zweiter Instanz zuständig. Im Rahmen eines Vertrags löste er die Fürstlich löwensteinische und gräflich erbachische Gesamtjustizkanzlei auf und ließ die Rechtsprechung in zweiter Instanz durch das Hofgericht Darmstadt vornehmen. Mit der Standesherrschaft verbunden war ein Mandat in der Ersten Kammer der Landstände des Großherzogtums Hessen. Entsprechen gehörte er 1826 der Kammer an. Seinen Abgeordneteneid legte er am 6. September 1826 ab.